# Prairies d'altitude de l'île du Sud
Localisation
Les prairies d'altitude de l'île du Sud forment une écorégion définie par le fonds mondial pour la Nature (WWF) qui couvre une zone de plus de 40 000 km² au centre de l'île du Sud en Nouvelle-Zélande. Elle appartient à l'écozone australasienne et au biome des prairies et terres arbustives de montagne.